# Опарин, Павел Сергеевич
Павел Сергеевич Опарин (3 июля 1908 — пропал без вести в ноябре 1941-го) — русский советский художник, педагог.

## Биография
Родился в 1908 году в Ярославле.
В 1928—1931 годах учился в Ярославском художественно-педагогическом техникуме.
Участник выставок Корпорации живописцев Ярославля (1928—1929), областных, межобластных, республиканских и всесоюзных выставок.
В 1940 году в Ленинграде окончил живописный факультет Академии художеств СССР, ученик профессора И. И. Бродского, дипломная работа — «Юные планеристы», оценка — хорошо.
С 1940 года — член Союза художников СССР.
В 1940—1941 годах преподавал в Ярославском художественном училище.
С началом Великой Отечественной войны призван в РККА — сержант, писарь штаба артиллерийской дивизии, располагавшейся между Вязьмой и Смоленском.
Последнее его письмо датировано 1 октября 1941 года.
Пропал без вести в ноябре 1941 года.

## Творчество
Произведения находятся в собрании Ярославского художественного музея, в частных коллекциях.
Картина «Юные планеристы» получила широкую известность и экспонировалась на многих выставках, ныне хранится в Архангельском художественном музее.
Известно, что для мальчишеской фигуры в центре картины позировал юный Гена Дарьин, будущий Народный художник России.

Картина называется «Юные планеристы». На зелёном пригорке группа ребята запускает авиамодель. Белая птица серебром поблескивая на солнце, поднялась ввысь. Моделисты замерли, наблюдая за её полетом. Маленькие фигурки в едином порыве устремились вперёд, вот-вот готовые ринуться к месту, где она опустится. В густой тени зеленого кустарника два мальчика подготавливают к полету другую модель. Они увлечены делом, но один не стерпел и, полуобернувшись, жадно следит за парящей в воздухе моделью. Вот и вся картина. 

Но сколько солнечного простора, воздуха, света, сколько теплых человеческих чувств в этом небольшом куске полотна! Картина доходит до каждого.— А. Черток, ярославская комсомольская областная газета «Сталинская смена», 5 декабря 1940 года